# Xevi Sala Puig
Xevi Sala Puig   (la Bisbal d'Empordà, 18 de desembre de 1965) és un periodista i escriptor català.
Ha treballat al diari El Punt des de 1981, i és vicedirector d'El Punt Avui. Va dirigir la revista Presència; ha dirigit l'edició de les  comarques gironines d'El Punt i El Punt Avui; ha dirigit el diari digital ElPuntAvui.cat i va ser presentador del programa de televisió L'Illa de Robinson. Com a autor de ficció, ha obtingut el premi Roc Boronat amb la novel·la Esborraràs les teves petjades (Proa). També el 49è Premi Prudenci Bertrana de novel·la, amb I ens vam menjar el món (Columna), una novel·la sobre les bases nord-americanes a l'Empordà durant el període de la Transició.

## Obres

### Ficció
- Les causes perdudes (2011, Columna), menció especial Premi Prudenci Bertrana
- En la pell d'un mort (2013, Columna)[5]
- Esborraràs les teves petjades (2014, Proa),[6] Premi Roc Boronat
- I ens vam menjar el món (2016, Columna),[2] ISBN 978-84-664-2165-2 Premi Prudenci Bertrana 2016
- No tornaran vius (2019, Columna)[7]
- On hi hagi por (2022, Columna)[8]

### No ficció
- A l'altre barri: 25 anys de la Font de la Pólvora, suburbi de Girona (2003, CCG Edicions)
- Els Borbons en pilotes (coautor) (Cossetània Edicions)

## Premis
- 2014 Roc Boronat de novel·la curta per Esborraràs les teves petjades[1]
- 2016 Premis Literaris de Girona - Prudenci Bertrana de novel·la per I ens vam menjar el món.[3]